# Hamadi al-Umr
Hamadi al-Umr (arab. حمادي العمر) – miejscowość w Syrii, w muhafazie Hama. W 2004 roku liczyła 2056 mieszkańców.